# ヨシ子さん
「ヨシ子さん」（ヨシこさん）は、桑田佳祐の楽曲。自身の16作目のシングルとして、タイシタレーベル / SPEEDSTAR RECORDSから12cmCD・12インチレコードで2016年6月29日に発売された。
アナログ盤が同年7月27日に発売され、2019年12月20日にはストリーミング配信を開始した。

## 背景
前作「Yin Yang/涙をぶっとばせ!!/おいしい秘密」から、約3年3か月ぶりとなるシングル。単独A面シングルでは「本当は怖い愛とロマンス」以来6年ぶりとなる。2016年5月19日にサザンオールスターズのTwitterと公式サイトで本作の発売が発表された。

## リリース・アートワーク
本作は初回限定盤と通常盤とアナログ盤の3種類があり、初回限定盤には紙ジャケットが付属しているほか、サザンオールスターズのデビュー38周年記念日である2016年6月25日に放送されるWOWOW開局25周年記念特別番組『桑田佳祐「偉大なる歌謡曲に感謝 〜東京の唄〜」』でのスタジオセッション音源から2002年に発売されたシングル曲「東京」と、宮城県牡鹿郡女川町の臨時災害放送局・女川さいがいFMが2016年3月で閉局すると知った桑田が、被災地復興の思いを込めて3月26日に女川温泉ゆぽっぽ（JR女川駅併設）から自身のレギュラー番組『桑田佳祐のやさしい夜遊び』の生放送を行った際に披露された3曲の計4曲が収められる。なお、初回限定盤の収益の一部は、東北地方太平洋沖地震と平成28年熊本地震における被災地復興支援活動などの資金として寄付される。
初回限定盤のみにチラシが入っており、そのチラシにTシャツ「ヨシ子デラックス!」の応募券が付属している。Tシャツはタイトル「ヨシ子さん」にちなんで445人に抽選で当たるようになっている。また、その応募券で「ヨシ子さん」リリースパーティ“ULTRAヨシ子デラックス! ナイト”という桑田によるダンスパーティの応募ができ、2016年7月19日に東京某所、同年7月22日に大阪某所の2会場で開催された。こちらも「ヨシ子さん」にちなんで抽選4,453人が当たるようになっている。参加者全員に「ヨシ子さんで踊るバンダナ」が配布される。なお、応募はTシャツかダンスパーティーのどちらかとなる。しかし、応募締め切りを迎えている2016年7月8日にファンからのパーティへの期待と参加を熱望する声を受けて、少しでも当選の確率を上げるべく東京会場・大阪会場の両会場合わせてこちらも「ヨシ子さん」にちなんで445名分当選者数を増やすことが決定した。
アナログ盤はCD盤とはジャケットが異なる。また、アナログ盤のみにスペシャルポストカードを付属する。CDジャケットのデザインは渡辺俊太郎が担当した。

## プロモーション

### 発売関連企画
なお、表題曲が先にメディア（タイアップも含む）で披露されず、カップリングの3曲が先にメディアで披露されている。
同年6月8日に本作の特設サイトが開設され、本作の収録曲の歌詞や音楽関係者によるコメントが記載され、またタイトルにちなみ、ツイッターでの企画『ヨシ子さん川柳コンテスト』をスタートした。約3週間にわたって「ヨシ子さん」を使った“五・七・五”をツイッターで募集し、毎週20名の優秀作品投稿者にオリジナルグッズが進呈される内容となっている。

### テレビ披露
| 放送日         | 番組名                                        | 放送局     | 披露曲 | 出典   |
| -------------- | --------------------------------------------- | ---------- | --- | ------ |
| 2016年5月2日   | ユアタイム 〜あなたの時間〜                   | フジテレビ | 「百万本の赤い薔薇」 | [ 22 ] |
| 2016年6月17日  | ミュージックステーション                      | テレビ朝日 | 「大河の一滴」 「ヨシ子さん」 | [ 23 ] |
| 2016年6月23日  | SONGS                                         | NHK        | 「愛のプレリュード」 「大河の一滴」 「百万本の赤い薔薇」 「ヨシ子さん」                                                                                     | [ 24 ] |
| 2016年6月24日  | ミュージックステーション                      | テレビ朝日 | 「愛のプレリュード」 「ヨシ子さん」 | [ 25 ] |
| 2016年7月2日   | THE MUSIC DAY 夏のはじまり。                  | 日本テレビ | 「大河の一滴」 「ヨシ子さん」 | [ 26 ] |
| 2016年7月16日  | 音楽の日 2016                                 | TBS        | 「大河の一滴」 「ヨシ子さん」 | [ 27 ] |
| 2016年7月18日  | 2016 FNSうたの夏まつり 〜海の日スペシャル〜   | フジテレビ | 「大河の一滴」 「ヨシ子さん」 「百万本の赤い薔薇」 | [ 28 ] |
| 2016年8月26日  | 桑田佳祐「偉大なる歌謡曲に感謝 〜東京の唄〜」 | フジテレビ | 「東京 (TOKYO Big Band Session)」 | [ 29 ] |
| 2016年12月23日 | ミュージックステーション SUPER LIVE 2016      | テレビ朝日 | 「ヨシ子さん」 「君への手紙」 | [ 30 ] |
| 2017年8月24日  | SONGSスペシャル                               | NHK        | 「悲しい気持ち (JUST A MAN IN LOVE)」 「愛のささくれ～Nobody loves me」 「簪/かんざし」 「若い広場」 「オアシスと果樹園」 「波乗りジョニー」 「ヨシ子さん」 | [ 31 ] |
| 2017年8月25日  | ミュージックステーション                      | テレビ朝日 | 「オアシスと果樹園」 「ヨシ子さん」 | [ 32 ] |

## チャート成績
2016年7月11日付のオリコン週間ランキングにて、初週8.1万枚を売り上げて初登場2位を記録した。ソロデビューシングル「悲しい気持ち (JUST A MAN IN LOVE)」からシングル16作連続TOP10入りしている。60代以上の男性アーティスト（ソロのみでグループは含まない）のシングルとしては、2008年11月17日付で小田和正が61歳の時に「今日も どこかで」で記録した週間4位を上回り、本作が最高位となった。
同日付のBillboard Japan Hot 100では、8.1万枚でCDセールス2位、ルックアップ2位、ラジオ1位などで総合2位を獲得した。カップリング曲の「大河の一滴」は総合11位にランクインしている。
本作がオリコン2位になったことに対して、小学館の運営サイトであるNEWSポストセブンがGENERATIONS from EXILE TRIBEの特典戦略を指摘しており、同じ発売日で1位を獲得したGENERATIONS from EXILE TRIBEの「涙」には、予約特典のスクラッチカードが付属している。オフィシャルサイトやライブ会場でシングルを予約してカードを入手し、アタリが出ればメンバーにバックステージで会って記念撮影ができるというものになっている。AKB48などの握手券のように購入すれば握手ができるのとは違い、確実に目的を達成できるものではないので、ファンが一人でCDを5枚や10枚などまとめ買いをしたために、結果「涙」が1位で本作が2位になったと報じている。なお、2016年のオリコン年間シングルランキングでは「涙」が年間60位を記録したが、本作は集計期間内に12.9万枚を売り上げ年間48位を記録した。
オリコンによる本作の登場週数は29週である。

## 収録曲
- 収録時間：42:46（初回限定盤）、22:24（通常盤・アナログ盤）

### 共通
1. ヨシ子さん (4:50)
（作詞・作曲：桑田佳祐 / 編曲：桑田佳祐 & 片山敦夫）
自身出演のWOWOW「開局25周年」CMソング。
楽曲について、桑田は「インドとラテンとペルシャと東南アジアが混ざった、無国籍な匂いがする、平成のロバート・ジョンソンともいうべき曲になりそうだ」と語っている[39]。
タイトルは初代林家三平の持ちネタからの引用であると同時に、仕事の際にお世話になっているスタッフの名前でもあると述べている[20]。仮タイトルは「夢の島」で、こういった要素の積み重ねを廃棄物の集合体に見立てている[40]。歌詞にはR&B・HIPHOP・ EDM・サブスクリプションなどの最先端の音楽用語に対応しきれず、サタデー・ナイト・フィーバー、ナガオカ針、演歌などを回顧するアナログ世代の悲哀ととれるものも描かれている[41][注釈 1]。EDMをもじってED（勃起不全）が登場し、「“いざ”言う時に勃たないヤツかい?」という歌詞が登場する[42]。また、ラスサビ前のラップ風の間奏の歌詞にある「上鴨そば」は、桑田の行きつけのそば屋のメニューから拝借したものである[注釈 2][43]。サビには「チキドン」「エロ本」が登場するが、「チキドン」は仮歌段階の時から入っており、「エロ本」は後から入れている。「チキドン」は正式なタイトルとして「ヨシ子さん」と最後まで迷っていたが、「『ヨシ子さん』にしたおかげでアングラ要素がなくなった」と語っている[44]。「エロ本」を入れた理由は桑田自身がエロ本を好きだからである[45]。ボブ・ディラン、デヴィッド・ボウイの名前も登場し、2番の歌詞に登場するブラックスターはデヴィッド・ボウイの最後のアルバムである。2番のサビにサザンの「いとしのエリー」の歌詞が引用されるといった遊びも存在する[46]。サビの女性のコーラスのサンプリング部分の言葉はヒンディー語で「アイ・ラブ・ユー」といった意味であるという[47]。
ミュージック・ビデオは桑田が上記で述べたことを映像化した世界観になっている。公式サイトでは、期間限定でフルサイズのMVが公開された[48]。MVの監督は田辺秀伸が担当し、MV撮影は17時間も行われた[49]。
テレビ番組やライブで披露する際には、ダンサーの佐藤郁実扮する白塗りをしている“ヨシ子さん”が登場しており、強烈なインパクトを残し、ファンの間で話題になった[50]。桑田はマイクを自分の股間に当てマイクを摩って自慰行為を思わせることを行っており[注釈 3][注釈 4]、桑田は「あれじゃ紅白に出られません」と述べた[51]。
2016年12月に行われた年越しライブ「ヨシ子さんへの手紙 〜悪戯な年の瀬〜」ではこの楽曲を披露し、大晦日の日にはサザンのメンバーも観客として会場に来ており、松田弘がこの曲でのパフォーマンスを見て、桑田に何の脈絡もなく「『サージェント・ペパー』だね〜」と感想を伝えたといい、桑田が言うには、松田は年越しライブのバンドメンバーが出てくる場面を見て、『サージェント・ペパーズ・ロンリー・ハーツ・クラブ・バンド』のジャケットを思い出したという[52]。
本作の収録曲[注釈 5]の中で最も発表が遅かった楽曲であり、桑田も自身のラジオ番組『桑田佳祐のやさしい夜遊び』（TOKYO FM）で「まだ聴いてない」と冗談を述べていたが[53]、2016年6月4日放送分で桑田がスタッフの制止を振り切って初披露となった[54][39]。
『がらくた』初回限定盤A・B・C特典「がらくたノート」には、制作風景やサポートメンバーへの感謝の念が綴られた[55]。
タモリは本楽曲を絶賛している[56]。
2. 大河の一滴 (4:17)
（作詞・作曲：桑田佳祐 / 編曲：桑田佳祐 & 片山敦夫）
自身出演のUCC「BLACK無糖」CMソング。
青春時代の情熱と官能に思いを馳せるダンスチューンであり[57]、打ち込みの4つ打ちビートに歌謡曲テイストのメロディが乗った情感高まる楽曲となっている[58]。歌詞は向田邦子、中島みゆきなどの作風を意識したという[59][60]。桑田が通っていた青山学院大学の近隣エリアである東京都渋谷区宮益坂が舞台となっており、オムレツ・オムライス専門店ラケルや御岳神社といった固有名詞が登場する[57]。2番の歌詞にはボブ・ディランの名前と楽曲のタイトルが引用されている[61]。仮タイトルは「いささか自意識過剰気味な男」[62]。
3. 愛のプレリュード (4:20)
（作詞・作曲：桑田佳祐 / 編曲：桑田佳祐 & 片山敦夫）
自身出演のJTB「JTB夏旅2016」CMソング[注釈 6]。
1960年代風ビート・ポップを意識した楽曲[66]。歌詞は、恋する男の子の何とも言えない純情が描かれていて、軽快で爽やかなラブソングになっている[67]。桑田はこの曲と「オアシスと果樹園」を「ハワイ二部作」と位置付けている[68]。
本作及びアルバム『がらくた』の中で最初に制作された楽曲である[1][68]。ただし、制作当時の時点では「とりあえず一曲やってみよう」という感覚だったとしている[68]。
4. 百万本の赤い薔薇 (4:40)
（作詞・作曲：桑田佳祐 / 編曲：桑田佳祐, 原由子 & 曽我淳一）
フジテレビ系情報番組『ユアタイム』及び『ユアタイム クイック』テーマソング。
「一日の終わりに、視聴者にとって最も特別なひとときをお届けする」というイメージからオファーを受けた楽曲であり、桑田は番組を見たうえでテーマを書き下ろしている。歌詞にはメインMCである市川紗椰の名前も歌われている[69]。桑田は市川に対して、「自分の名前がテーマソングに入っているのは逆にプレッシャーで、絶対に怒ってる」と思っていた。それもあり、スタッフからも「SAYA」とぼかすのが良いと桑田に提案したが、桑田は「報道番組の真ん中、アンカーマンとして市川紗椰がいて、市川紗椰と俺の果たし合い」という理由で「紗椰」をそのまま使ったと言う。これに対し市川は怒っておらず、「紗椰で良かったなって思いました。こんなに真剣に向き合って下さったとは」といったコメントをしている[70]。
編曲は、桑田・原・曽我の3人による名義となっているが、桑田本人は2人にある程度の音楽の方向性を言って、編曲をほとんど原と曽我に任せたと語っている[71]。「がらくたノート」には、編曲を担当した原に対する感謝の念が綴られている[72]。
5. 大河の一滴 (TV Edit) (4:15)
「大河の一滴」の別ヴァージョン。間奏の男女の台詞がカットされている。

### ボーナストラック
- 初回限定盤のみ収録されている。

1. 東京 (TOKYO Big Band Session)
（作詞・作曲：桑田佳祐 / 編曲：島健）
2. 風の詩を聴かせて (Live at Onagawa Station -2016.03.26-)
（作詞・作曲：桑田佳祐）
3. 明日へのマーチ (Live at Onagawa Station -2016.03.26-)
（作詞・作曲：桑田佳祐）
4. 明日晴れるかな (Live at Onagawa Station -2016.03.26-)
（作詞・作曲：桑田佳祐）

## 参加ミュージシャン
- ヨシ子さん
  - 桑田佳祐：Vocal, Electric Guitar, Backing Vocal
  - 片山敦夫：Keyboards, Piano, Synthesizer & Backing Vocal
  - 角谷仁宣：Computer Programming & Backing Vocal
  - 成田昭彦：Bongo & Backing Vocal
  - 増澤絵里子：Backing Vocal
  - 加納敦也：Backing Vocal
- 大河の一滴
  - 桑田佳祐：Vocal, Electric Guitar, Male Voice & Backing Vocal
  - 片山敦夫：Keyboards, Piano & Synthesizer
  - 角谷仁宣：Computer Programming
  - 斎藤誠：Electric & Gut Guitars
  - 今村明美：Female voice
- 愛のプレリュード
  - 桑田佳祐：Vocal, Electric Guitar, Ukulele, Shaker, Hand Craps, Backing Vocal
  - 片山敦夫：Keyboards, Electric Piano & Hammond Organ
  - 角谷仁宣：Computer Programming
  - 中重雄：Electric & 12-Strings Electric Guitars
  - 成田昭彦：Conga,Triangle & Tambourine
  - 原由子：Backing Vocal
- 百万本の赤い薔薇
  - 桑田佳祐：Vocal, Hand Claps & backing Vocal
  - 原由子：Keyboards & Piano
  - 曽我淳一：Keyboards & Computer Programming
  - 斎藤誠：Electric Guitar
  - グレート栄田：Violin
- 東京 (TOKYO Big Band Session)
  - 桑田佳祐：Vocal
  - 島健：Conduct
  - 片山敦夫：Piano
  - 小倉博和：Electric Guitar
  - 斎藤誠：Electric Guitar
  - 井上富雄：Bass
  - 河村“カースケ”智康：Drums
  - はたけやま裕：Percussions
  - 原由子：Backing Vocal
  - TIGER：Backing Vocal
  - 角谷仁宣：Computer Programming
  - 金原千恵子ストリングス：Strings
  - 山本拓夫 & トーキョーホーンセクションズ：Horns
- 風の詩を聴かせて / 明日へのマーチ / 明日晴れるかな (Live at Onagawa Station -2016.03.26-)
  - 桑田佳祐：Vocal & Acoustic Guitar
  - 小倉博和：Acoustic & Gut Guitars, Backing Vocal
  - 斎藤誠：Acoustic Guitar & Backing Vocal
  - 小田原豊：Percussions
  - 原由子：Keyboards & Backing Vocal

## 収録アルバム
| 曲名                                                    | 作品名         | 備考                     |
| ------------------------------------------------------- | -------------- | ------------------------ |
| ヨシ子さん                                              | がらくた       | アルバムバージョンで収録 |
| ヨシ子さん                                              | いつも何処かで |                          |
| 大河の一滴                                              | がらくた       | アルバムバージョンで収録 |
| 愛のプレリュード                                        | がらくた       | アルバムバージョンで収録 |
| 百万本の赤い薔薇                                        | がらくた       | アルバムバージョンで収録 |
| 大河の一滴 (TV Edit)                                    | アルバム未収録 |                          |
| 東京 (TOKYO Big Band Session)                           | アルバム未収録 |                          |
| 風の詩を聴かせて (Live at Onagawa Station -2016.03.26-) | アルバム未収録 |                          |
| 明日へのマーチ (Live at Onagawa Station -2016.03.26-)   | アルバム未収録 |                          |
| 明日晴れるかな (Live at Onagawa Station -2016.03.26-)   | アルバム未収録 |                          |

## ミュージック・ビデオ収録作品
| 曲名                                                    | 作品名 |
| ------------------------------------------------------- | ------ |
| ヨシ子さん                                              | MVP    |
| 大河の一滴                                              | 未収録 |
| 愛のプレリュード                                        | 未収録 |
| 百万本の赤い薔薇                                        | 未収録 |
| 大河の一滴 (TV Edit)                                    | 未収録 |
| 東京 (TOKYO Big Band Session)                           | 未収録 |
| 風の詩を聴かせて (Live at Onagawa Station -2016.03.26-) | 未収録 |
| 明日へのマーチ (Live at Onagawa Station -2016.03.26-)   | 未収録 |
| 明日晴れるかな (Live at Onagawa Station -2016.03.26-)   | 未収録 |

## ライブ映像作品
| 曲名                                                    | 作品名                                            | 備考 |
| ------------------------------------------------------- | ------------------------------------------------- | --- |
| ヨシ子さん                                              | がらくた                                          | 完全生産限定盤A・B封入のBlu-ray・DVDに収録。2017年7月11日にBillboard Live Tokyoで開催された「この夏、大人の夜遊び in 日本で一番垢抜けた場所!!」での歌唱。 |
| ヨシ子さん                                              | がらくたライブ                                    | |
| ヨシ子さん                                              | ごはん味噌汁海苔お漬物卵焼き feat. 梅干し         | 完全生産限定盤A・B封入のBlu-ray・DVDに収録。2021年3月7日にブルーノート東京で開催した配信限定ライブ『静かな春の戯れ ～Live in Blue Note Tokyo～』での歌唱。 |
| ヨシ子さん                                              | お互い元気に頑張りましょう!! -Live at TOKYO DOME- | ラスサビ前の間奏のラップがご当地にちなんだものに変更され、本編ディスクに収録されている東京ドーム公演では東京の名所を讃え、コロナ禍や円安に振り回された日本および戦禍に襲われたウクライナの情勢を憂い、「ブラボーニッポン!!」と叫び国民にエールを送る内容に変更された。また、アウトロでは桑田を始めとしたメンバーと観客が「シェー」のポーズを行っている。 |
| 大河の一滴                                              | がらくた                                          | 完全生産限定盤A・B封入のBlu-ray・DVDに収録。2017年7月11日にBillboard Live Tokyoで開催された「この夏、大人の夜遊び in 日本で一番垢抜けた場所!!」での歌唱。 |
| 大河の一滴                                              | がらくたライブ                                    | |
| 大河の一滴                                              | ごはん味噌汁海苔お漬物卵焼き feat. 梅干し         | 完全生産限定盤A・B封入のBlu-ray・DVDに収録。2021年3月7日にブルーノート東京で開催した配信限定ライブ『静かな春の戯れ ～Live in Blue Note Tokyo～』での歌唱。 |
| 大河の一滴                                              | LIVE TOUR 2021「BIG MOUTH, NO GUTS!!」            | |
| 愛のプレリュード                                        | がらくたライブ                                    | |
| 百万本の赤い薔薇                                        | がらくた                                          | 完全生産限定盤A・B封入のBlu-ray・DVDに収録。2017年7月11日にBillboard Live Tokyoで開催された「この夏、大人の夜遊び in 日本で一番垢抜けた場所!!」での歌唱。 |
| 百万本の赤い薔薇                                        | がらくたライブ                                    | |
| 大河の一滴 (TV Edit)                                    | 未収録                                            | |
| 東京 (TOKYO Big Band Session)                           | 未収録                                            | |
| 風の詩を聴かせて (Live at Onagawa Station -2016.03.26-) | 未収録                                            | |
| 明日へのマーチ (Live at Onagawa Station -2016.03.26-)   | 未収録                                            | |
| 明日晴れるかな (Live at Onagawa Station -2016.03.26-)   | 未収録                                            | |